# National Provincial Championship Division 3 1991
La National Provincial Championship Division 3 1991 fue la séptima edición de la tercera división del principal torneo de rugby de Nueva Zelanda.

## Sistema de disputa
Los equipos enfrentan a los equipos restantes de su zona en una sola ronda.
- El equipo que finaliza en la primera posición al finalizar el torneo se corona campeón y enfrenta en una repechaje por el ascenso al 7° puesto de la Segunda División.

## Clasificación
Tabla de posiciones
| Pos. | Equipo           | Encuentros | Encuentros | Encuentros | Encuentros | Tantos | Tantos | Tantos | PB | PB | Puntos |
| Pos. | Equipo           | PJ         | PG         | PE         | PP         | F      | C      | Dif    | BO | BD | Puntos |
| ---- | ---------------- | ---------- | ---------- | ---------- | ---------- | ------ | ------ | ------ | -- | -- | ------ |
| 1.º  | South Canterbury | 7          | 7          | 0          | 0          | 254    | 110    | +144   | 0  | 0  | 28     |
| 2.º  | Mid Canterbury   | 7          | 5          | 1          | 1          | 177    | 74     | +103   | 0  | 0  | 22     |
| 3.º  | Nelson Bays      | 7          | 4          | 1          | 2          | 151    | 89     | +62    | 0  | 1  | 19     |
| 4.º  | Horowhenua       | 7          | 4          | 0          | 3          | 206    | 122    | +84    | 0  | 0  | 16     |
| 5.º  | Buller           | 7          | 4          | 0          | 3          | 113    | 122    | -19    | 0  | 0  | 16     |
| 6.º  | East Coast       | 7          | 2          | 0          | 5          | 109    | 196    | -87    | 0  | 1  | 9      |
| 7.º  | North Otago      | 7          | 1          | 0          | 6          | 100    | 255    | -155   | 0  | 1  | 5      |
| 8.º  | West Coast       | 7          | 0          | 0          | 7          | 70     | 210    | -140   | 0  | 1  | 1      |

|  | Campeón, repechaje frente al 7° puesto de la Segunda División. |

| Bandera de Nueva Zelanda |
| Campeón South Canterbury |
| Segundo título           |